# Еркимбеков, Жексенбек Еркимбекович
Жексенбек Еркимбекович Еркимбеков (5 января 1930, Талды-Курганский район, Алматинская область — 22 января 2018, Алма-Ата, Казахстан) — советский и казахстанский государственный и общественный деятель, министр культуры Казахской ССР (1976—1987). Заслуженный деятель искусств Казахской ССР. Заслуженный деятель Казахстана (1994).

## Биография
Родился 5 января 1930 года в селе Бигаш Ескельдинского района Алматинской области.
Является Родственником Композитора С. Еркимбекова.
Окончил Алматинскую государственную консерваторию по специальности «домбрист-дирижер», начал свою трудовую деятельность в оркестрах народных инструментов при Комитете казахского радио и имени Курмангазы.
В 1953 году в составе оркестра имени Курмангазы завоевал золотую медаль на IV Всемирном фестивале молодежи и студентов в Бухаресте.
В период с 1956 по 1958 год был директором Алматинского хореографического училища, художественным руководителем музыкальной редакции Казахского радио, ансамбля песни и танца КазССР.
В 1959 году назначен заведующим сектором культуры Центрального комитета Коммунистической партии.
С 1961 по 1966 год возглавлял Государственный академический театр оперы и балета имени Абая.
В 1966, 1967 годах занимал должности начальника управления искусств, заместителя министра, с 1976 по 1987 год — министра культуры КазССР.
За 11 лет на посту министра Жексенбек Еркимбеков внес огромный вклад в развитие культуры и искусства Казахстана. В период его работы создавались ансамбли и оркестры, открывались новые театры, филармонии, библиотеки, дома культуры, передвижные автоклубы и автомузеи. В Алматы были построены Дворец Республики, театры имени Мухтара Ауэзова и имени Михаила Лермонтова, новые здания Алматинского хореографического училища, музыкальных школ для одаренных детей имени Куляш Байсеитовой и имени Ахмета Жубанова, Алматинского музыкального училища имени Петра Чайковского с общежитием, открылись Центральный концертный зал, Национальная библиотека, музей имени Абильхана Кастеева. В общей сложности по стране было создано более 200 учреждений культуры. Также заметно поднялся уровень подготовки кадров для отрасли.

## Награды
- почетная грамота Верховный Совет Казахской ССР
- Орден «Знак Почёта»
- Медаль «В ознаменование 100-летия со дня рождения Владимира Ильича Ленина»
- Медаль «Ветеран труда»
- присвоено почетное звание «Заслуженный деятель искусств Казахской ССР»
- Орден Курмет
- 1994 — присвоено почетное звание «Заслуженный деятель Казахстана»
- 1998 — Медаль «Астана»
- 2008 — Медаль «10 лет Астане»
- 2011 — Медаль «20 лет независимости Республики Казахстан»
- 2015 — Медаль «20 лет Конституции Республики Казахстан»
- 2016 — Медаль «25 лет независимости Республики Казахстан»
- почетный профессор Казахская национальная консерватория имени Курмангазы